# Reconquête de l'Irlande par les Tudor
La reconquête de l'Irlande par les Tudor eut lieu sous la dynastie anglaise des Tudor au XVIe siècle. À la suite de la révolte manquée des FitzGerald contre la couronne d'Angleterre, Henri VIII fut proclamé roi d'Irlande par un acte du Parlement d'Irlande, dans le but de restaurer dans ce pays l'autorité centrale, qui s'était perdue au cours des deux siècles précédents.
Usant tantôt de conciliation, tantôt de répression, la conquête se poursuivit pendant soixante ans, jusqu'en 1603, quand la totalité de l'Irlande passa sous l'autorité personnelle de Jacques Ier d'Angleterre, qui exerça son pouvoir par l'intermédiaire de son Conseil privé de Dublin. Cette emprise fut parachevée par la fuite des comtes en 1607.
Cette conquête consista aussi à imposer les lois, la langue et la culture anglaises, ainsi qu'à étendre au pays la Réforme protestante. La couronne espagnole intervint plusieurs fois et, au plus fort, lors de la guerre anglo-espagnole (1585 – 1604), tandis que les Irlandais se retrouvèrent pris entre leur reconnaissance presque unanime de l'autorité du pape et leur nécessaire allégeance au monarque d'Angleterre et d'Irlande.
À la fin de la conquête, l'Irlande gaélique, en tant qu'entité politique, se trouva en grande partie détruite, tandis que les Espagnols ne désiraient plus intervenir directement. Ceci laissa la voie libre à une vaste colonisation du pays par les Anglais, les Écossais et les Gallois qui aboutit aux plantations en Ulster.

## L'Irlande de 1500

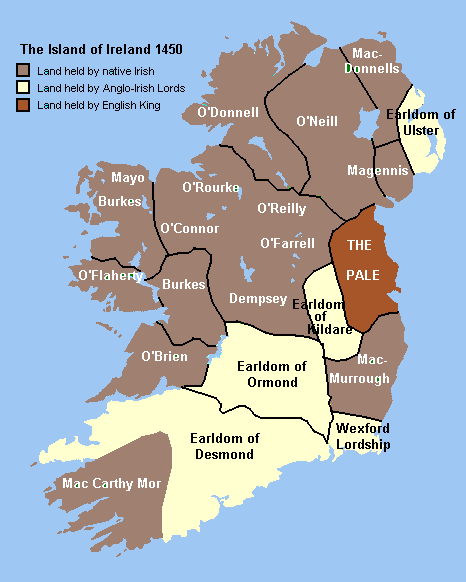
La division de l'Irlande en 1450.

L'Irlande de 1500 avait été façonnée par la conquête normande inachevée, commencée au XIe siècle par les barons normands depuis le pays de Galles, et poursuivie par Henri II d'Angleterre, comte d'Anjou, duc de Normandie et roi d'Angleterre de 1154 à 1189. Beaucoup de Gaëls autochtones avaient été expulsés de différentes parties du pays, principalement dans l'est et le sud-est, et remplacés par des paysans et des ouvriers anglais. Une zone sur la côte est, s'étendant des montagnes de Wicklow au sud, et à Dundalk au nord, couvrant certaines parties des comtés modernes de Dublin, de Meath, de Westmeath, de Kildare, d'Offaly, de Laois et de Kilkenny, fut alors connue sous le nom de Pale. À l'abri derrière un fossé et un rempart, le Pale était une zone protégée, dans laquelle la langue et la culture anglaises prévalaient, et où la loi anglaise était appliquée par un gouvernement établi dans la vieille cité normande de Dublin.
Au-delà du Pale, l'autorité de Dublin était faible. Les barons hiberno-normands avaient été capables de se tailler des fiefs, où la colonisation anglaise ne s'était pas installée. En conséquence, aux XIVe et XVe siècles, à la suite de la rébellion irlandaise, de l'invasion écossaise, de la peste noire et du manque d'intérêt de la part du gouvernement de Londres, beaucoup de territoires anglais isolés étaient retournés sous le contrôle de seigneurs irlandais. Dans d'autres territoires, comme ceux qui étaient contrôlés par les grandes dynasties des Butler, des Fitzgerald et des Burke, les suzerains avaient acquis une totale indépendance, levant leurs propres armées, faisant appliquer leurs propres lois et adoptant la culture et la langue gaéliques.
Après avoir été supplantés dans les premières décennies de la conquête, les Irlandais autochtones apprécièrent ce qui était un peu comme une renaissance aux XIVe et XVe siècles. Des domaines fonciers considérables, détenus auparavant par des Anglais furent soit abandonnés soit envahis par des Irlandais gaéliques, particulièrement dans le nord et dans le centre du pays. Parmi la myriade de dynasties irlandaises, les plus importantes étaient les O'Neill (Ui Niall) dans le centre de l'Ulster (Tir Eoin), flanqués à l'ouest par les O'Donnell, les O'Byrnes et les O'Toole dans le comté de Wicklow, les Kananagh dans le comté de Wexford, les MacCarthy et les O'Sullivan dans le comté de Cork et de Kerry, et enfin les O'Brian dans le comté de Clare.
Extérieurs, pour la plupart, à la juridiction anglaise, les Irlandais gaéliques conservaient leur propre langue, leur système social, leurs coutumes et leurs lois. Les Anglais faisaient référence à eux comme les « ennemis irlandais de Sa Majesté ». Légalement parlant, ils n'avaient jamais été reconnus comme des sujets de la Couronne, puisque l'Irlande n'était pas officiellement un royaume, mais plutôt une seigneurie, les monarques anglais prenant le titre de « seigneur d'Irlande » lors de leur couronnement. La montée de l'influence gaélique eut pour résultat le vote en 1366 des Lois de Kilkenny, qui tentèrent vainement d'interdire de nombreuses pratiques sociales qui s'étaient développées rapidement, comme les mariages mixtes, l'usage de la langue gaélique et de vêtements irlandais. Au XVe siècle, le gouvernement de Dublin demeurait faible à cause principalement de la guerre des Deux-Roses.

## Henri VIII
À cette époque, les monarques anglais avaient confié le gouvernement de l'Irlande à la plus puissante des dynasties hiberno-normandes, les FitzGerald de Kildare, afin de limiter les coûts de la colonie et de protéger le Pale. Le Lord Deputy d'Irlande, représentant du roi, était le chef de l'administration. Installé dans le château de Dublin, il n'entretenait pas de cour officielle et ne disposait que d'un budget privé limité. En 1495, des lois furent votées pendant le Parlement de Poyning, qui imposèrent le droit écrit anglais à l'ensemble de la seigneurie et compromirent l'indépendance du Parlement irlandais.
Le chef des FitzGerald de Kildare occupa le poste de Lord Deputy jusqu'en 1531. Le problème était que la Maison de Kildare était devenue un vassal peu sûr, conspirant avec la Maison d'York, qui prétendait au trône, signant des traités privés avec des puissances étrangères, et finalement se rebellant après que le chef des Butler d'Ormonde, ses rivaux héréditaires, se vit attribuer le poste de Lord Deputy. Henri VIII réprima la révolte en faisant exécuter le meneur, Thomas FitzGerald, 10e comte de Kildare, ainsi que plusieurs de ses oncles, et fit emprisonner Gearoid Og, le chef de la famille. Mais le roi devait trouver alors un remplaçant aux FitzGerald afin de maintenir la tranquillité en Irlande. Il lui fallait imaginer une nouvelle politique, efficace et peu coûteuse, qui protégerait le Pale et garantirait la sécurité du flanc ouest de l'Angleterre, vulnérable aux invasions étrangères.
Avec l'assistance de Thomas Cromwell, le roi mit en œuvre la politique de renonciation et restitution, qui étendait la protection royale à toute l'élite irlandaise sans distinction d'origine. En retour, l'ensemble du pays était censé obéir à la loi du gouvernement central, et tous les seigneurs irlandais devaient se soumettre officiellement à la Couronne, recevant en retour par charte royale le titre de leurs terres. La clé de cette réforme était un acte voté par le Parlement irlandais en 1541, par lequel la seigneurie était convertie en royaume. L'intention était globalement d'assimiler les noblesses gaélique et gaélicisée, et de développer leur loyauté à l'égard de la Couronne. Dans ce dessein, elles reçurent des titres anglais, et furent pour la première fois admises au Parlement d'Irlande. Le roi résuma ses efforts de réforme par une phrase heureuse : « des poussées politiques et des aimables persuasions ».
En pratique, à travers l'Irlande, les seigneurs acceptèrent leurs nouveaux privilèges, mais continuèrent à se comporter comme avant. La Réforme religieuse d'Henri VIII, pourtant pas aussi rigoureuse qu'en Angleterre, causa de l'inquiétude. Le Lord Deputy, Anthony Saint Leger, fut en général capable d'acheter l'opposition en distribuant aux nobles irlandais les terres confisquées aux monastères.

## Difficultés
Après la mort du roi, les Lords Deputy suivants trouvèrent bien plus difficile de faire réellement respecter la loi du gouvernement central que d'obtenir simplement le serment d'allégeance des seigneurs irlandais. Des rébellions éclatèrent les unes après les autres, la première au Leinster dans les années 1550, lorsque les clans O'Moore et O'Connor furent déplacés pour laisser place aux Plantations en Irlande. Dans les années 1560, les tentatives anglaises de s'immiscer dans un conflit de succession d'un sept O'Neill déclenchèrent une longue guerre entre le Lord Deputy Sussex et Shane O'Neill. Les seigneurs irlandais continuèrent à se livrer des guerres privées, ignorant le gouvernement de Dublin et ses lois. On peut citer deux exemples : la bataille d'Affane en 1565, mettant aux prises les dynasties Ormonde et Desmond, et la bataille de Farsetmore en 1567, qui vit s'affronter les O'Donnell et les O'Neill. Ailleurs, des clans, comme les O'Byrnes et les O'Toole, continuèrent à opérer des raids dans le Pale, comme ils l'avaient toujours fait. Les violences les plus sérieuses de toutes se produisirent dans le Munster entre 1560 et 1580, quand les FitzGerald du Desmond lancèrent les Rébellions du Desmond, afin d'empêcher les Anglais de pénétrer sur leur territoire. Après une campagne particulièrement brutale, dans laquelle près d'un tiers de la population de la province est estimé avoir été tué, la rébellion se termina finalement quand le comte de Desmond fut pourchassé et tué en 1583.
Il y avait deux raisons principales à la violence chronique attachée au gouvernement anglais d'Irlande. La première était l'agressivité des administrateurs et des soldats anglais. En de multiples occasions, les « sénéchaux » et la soldatesque ne tinrent aucun compte de la loi et tuèrent des chefs locaux et des seigneurs. En d'autres cas, ce furent les confiscations continuelles de terres autochtones qui provoquèrent les révoltes. 
La seconde cause de violence était l'incompatibilité entre la société gaélique irlandaise  et l'administration anglaise. Dans la coutume irlandaise, le chef d'un sept ou d'un clan était choisi dans une lignée noble, appelée « fine », selon le système de la tanistrie. Cette méthode provoquait souvent des violences entre les candidats rivaux. Pourtant, selon l'accord de renonciation et restitution d'Henri VIII, la succession en Irlande était devenue identique à celle d'Angleterre; c'était la primogéniture qui prévalait, c'est-à-dire la transmission par les fils aînés. Ayant imposé cette loi, les Anglais étaient forcés de prendre parti dans les violents conflits entre seigneurs. En fait, d'importantes fractions de la société irlandaise avaient tout intérêt à s'opposer à la présence anglaise. Ceci incluait les troupes mercenaires ou « Gallóglaigh » et les poètes irlandais, qui risquaient de perdre leurs sources de revenus et leurs statuts dans une Irlande dirigée par l'Angleterre.

## Solutions
Sous les reines Marie Ire d'Angleterre et Élisabeth Ire d'Angleterre, les Anglais essayèrent plusieurs solutions pour pacifier le pays. La première de ces initiatives fut d'employer un gouvernement martial, et c'est ainsi que les zones violentes, comme les montagnes de Wicklow, furent occupées par de petites troupes anglaises commandées par des « sénéchaux ». Le sénéchal disposait des pouvoirs conférés par la loi martiale, qui autorisaient les exécutions sans jugement par un jury. Toute personne se trouvant dans la zone d'autorité d'un sénéchal devait avoir été garantie par le seigneur local. Les « hommes sans maîtres » risquaient d'être exécutés. De cette manière, on espérait que les seigneurs irlandais empêcheraient leurs partisans d'effectuer des raids. En fait, dans la pratique, ces exécutions arbitraires ne firent que rendre encore plus hostiles les chefs autochtones.
L'échec de cette politique incita les Anglais à adopter des solutions de pacification à long terme, et à angliciser l'Irlande. L'une de ces solutions fut l'« accommodement », où les armées privées furent abolies et où les provinces furent occupées par des troupes anglaises sous le commandement de gouverneurs, nommés « Lords President ». En retour, les seigneurs et les septs prééminents étaient exemptés d'impôts, et des lois les autorisèrent à prélever des fermages de leurs familles subordonnées et de leurs locataires. Pourtant cette solution imposée provoqua de nouvelles violences, particulièrement dans le Connacht, où les MacWilliam Burke s'engagèrent dans une guerre locale avec le président provincial anglais, Sir Richard Bingham et son subordonné, Nicholas Malby. L'ingérence du Lord President du Munster fut une des principales causes du déclenchement des Rébellions du Desmond. Cet « accommodement » réussit néanmoins dans quelques régions, notamment dans le comté de Thomond, où il reçut le soutien de la dynastie O'Brien.
La seconde solution à long terme fut les Plantations en Irlande, où certaines zones du pays furent attribuées à des colons anglais, qui amenaient avec eux leur langue et leur culture, tout en demeurant fidèles à la Couronne. Des Plantations avaient déjà été essayées dans les années 1550 dans le Laois et l'Offaly, puis de nouveau dans les années 1570 dans le Comté d'Antrim, mais à chaque fois avec un succès relatif. Cette fois, à la suite des rébellions du Desmond, de larges bandes de terre dans le Munster furent colonisées au cours de ces Plantations en Irlande. La plus grande attribution de terres fut faite au profit de Sir Walter Raleigh. Mais il ne sut pas en tirer parti et il les revendit à Richard Boyle, qui devint plus tard comte de Cork et le plus riche sujet des premiers monarques Stuart.
Naturellement la perspective de la confiscation de terres rendit les Irlandais encore plus hostiles. Et cette hostilité ne se cantonnait pas qu'aux Irlandais gaéliques, mais aussi à ceux qui prétendaient descendre des premiers conquérants sous Henri II, et qu'on appelait de plus en plus les Vieux Anglais pour les distinguer des nombreux administrateurs, capitaines, planteurs qui arrivaient alors en Irlande. Et c'était parmi eux que le catholicisme gagnait du terrain.

## Crise
Le point critique de la conquête élisabéthaine de l'Irlande fut atteint quand les autorités anglaises essayèrent d'étendre leur mainmise sur l'Ulster. Hugh O'Neill, le plus puissant seigneur irlandais du pays, résista par les armes. Il lança ce qui est connu maintenant sous le nom de Guerre de neuf ans d'Irlande, une guerre nationale plutôt qu'une rébellion, qui, au lieu de rechercher à mettre un terme à l'autorité anglaise, visait à la remplacer entièrement. O'Neill s'assura le soutien de nombreux seigneurs à travers l'Irlande, mais l'aide la plus précieuse lui vint des Espagnols, dont le roi, Philippe III, envoya une armée d'invasion, juste pour la voir se rendre après un siège hivernal à la bataille de Kinsale en 1601. En 1603, la guerre était finie, et par la suite, l'autorité de la Couronne fut graduellement établie sur tout le pays. O'Neill et ses alliés quittèrent l'Irlande lors de la Fuite des comtes, et leurs terres d'Ulster furent confisquées et colonisées par les Plantations en Ulster.

## Conséquences

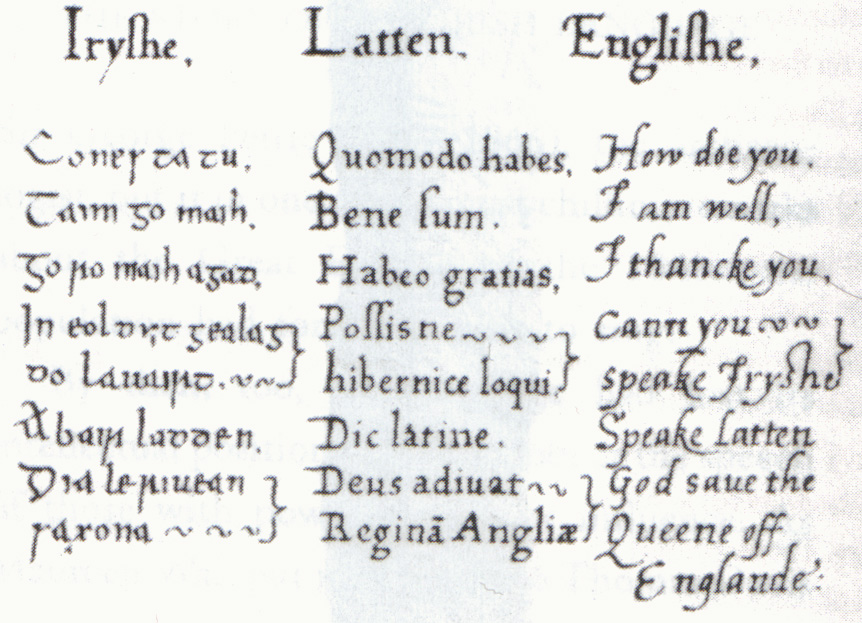
Guide de conversation irlandais/latin/anglais compilé et utilisé par Elizabeth I d'Angleterre

Le premier et le plus important résultat de la conquête fut le désarmement des seigneurs irlandais autochtones, et l'établissement d'un gouvernement central, contrôlant pour la première fois l'ensemble du pays. La culture, les lois et la langue irlandaises furent marginalisées. Beaucoup de seigneurs irlandais, en particulier les gaéliques, perdirent leurs terres et leurs pouvoirs héréditaires. Des milliers de colons anglais, écossais et gallois furent introduits dans le pays, et la justice fut désormais rendue conformément à la common law anglaise, et selon les actes du Parlement irlandais.
Au cours du XVIe siècle, la question religieuse avait grandi en importance. Des rebelles, tels que James FitzMaurice FitzGerald ou Hugh O'Neill, 2e comte de Tyrone, avaient recherché et obtenu de l'aide de puissances catholiques européennes, en justifiant leurs actions par des raisons religieuses. Pourtant la communauté du Pale et beaucoup de seigneurs irlandais ne considéraient pas que c'était la religion qui les motivait véritablement. Au siècle suivant, le pays se trouva polarisé entre les catholiques et les protestants, particulièrement après l'implantation d'une vaste colonie anglaise en Irlande et d'Écossais en Ulster.
Sous Jacques Ier d'Angleterre, les catholiques furent exclus de tous les emplois publics, après que la Conspiration des poudres fut découverte en 1605. De plus en plus, les Irlandais gaéliques et les Vieux Anglais se définirent comme catholiques en opposition avec les nouveaux colons protestants. Pourtant les Irlandais autochtones, les gaéliques et les Vieux Anglais, demeurèrent les propriétaires fonciers majoritaires du pays jusqu'à la Rébellion irlandaise de 1641. Dans les années 1650, à la fin de la conquête cromwellienne de l'Irlande qui suivit cette rébellion, les « nouveaux Anglais » protestants dominèrent le pays, et après la Glorieuse Révolution de 1688, leurs descendants formèrent l'ascendance protestante.